# Enurmino
Enurmino (en ruso: Энурмино; en chucoto, Иннурмин; en yupik : Анушпик y también conocido como Ennurmin (en ruso: Эннурмин) y Eniurmin (en ruso: Энюрмин) ) es una localidad rural (un selo) en el distrito de Chukotsky del Okrug autónomo de Chukotka, Rusia. Se encuentra cerca al mar de Chukchi, cerca del cabo Serdtse-Kamen. En el año 2023 su población era de 305 personas. Municipalmente, Enurmino está subordinado al distrito municipal de Chukotsky e incorporado como Asentamiento Rural Enurmino.

## Historia

### Periodo presoviético
El nombre del pueblo proviene del chucoto I'nnurmin, que significa "un lugar detrás de las colinas", ya que el pueblo está ubicado en un valle rodeado de colinas. Se ha descubierto que cerca a la localidad los restos de una aldea más antigua donde vivían los antepasados de los que viven en Enurmino, con el sitio de la aldea en la parte superior de un antiguo asentamiento chukchi. Cerca del pueblo se encuentra el asentamiento abandonado de Chegitun (en ruso: Чегитун), ocupado desde aproximadamente 500 d. C. hasta el siglo XX, cuando el pueblo fue cerrado y la población transferida a Inchoun.

### Periodo soviético
En 1926, la aldea tenía una población de 103, que aumentó a 275 en 1943, consta de 259 Chukchi, 1 Yupik y 15 visitantes. Durante el período soviético, la gente de Enurmino, en colaboración con la gente de Neshkan más abajo en la costa norte de Chukotka, formó el Sovkhoz (granja soviética) 50º aniversario de la Gran Revolución de Octubre (en ruso: 50-летия Великого Октября) Además del Sovkhoz, también había una estación polar en el pueblo llamada Netten, (en ruso: Нэттэн) El personal de esta estación polar solía jugar ajedrez por radio con científicos en estaciones polares en la Antártida.  

## Demografía
En 1926-27, en Enurmino había 19 hogares poblados por 103 Chukchi. El pueblo aumentó a 275 personas en 1943, incluidos 259 Chukchi, 15 Yupik y una persona clasificada como "visitante" cuya nacionalidad no fue registrada, aunque estas cifras son totales combinados tanto para Enurmino como para el, ahora abandonado, pueblo cercano de Pouten. La población había aumentado aún más a 290 en 1989, de los cuales 260 eran chukchi y los 30 restantes se clasificaron nuevamente como "visitantes" y nuevamente, a partir de marzo de 2003, a 297, de los cuales 296 eran pueblos indígenas. La población informada a principios de 2009 mostró otro aumento a 311 personas, pero volvió a descender a 301 (2010) para el último censo oficial, de los cuales 139 eran hombres y 162 mujeres.

## Cultura
En 2008, el director nacido en Anadyr, Alexey Vakhrushev, hizo un documental sobre las vidas de los habitantes de Enurmino, titulado Welcome to Enurmino! (¡Bienvenido a Enurmino!), que muestra a los aldeanos tratando de preservar sus formas de vida tradicionales mientras aprovechan al máximo las comodidades modernas limitadas disponibles para ellos.

## Economía
Las actividades principales de los aldeanos son la captura, la caza y la pesca de mamíferos marinos y el 7-8% de la población participa activamente en la caza.
El pueblo tiene una tienda de alimentos, una escuela primaria, una guardería y una oficina de correos.

### Transporte
Enurmino no está conectado a ninguna otra parte del mundo por una carretera permanente. Las únicas formas de viajar por el pueblo son por mar, helicóptero o carretera de invierno que mide 200 millas al centro del distrito de Lavrentiya. Sin embargo, hay una red muy pequeña de carreteras dentro de la aldea que incluye:
- Улица Советская (Ulitsa Sovetskaya, lit. Calle soviética)
- Улица Южная (Ulitsa Yuzhnaya, lit. Calle sur)

## Clima
Enurmino tiene un clima de Tundra (ET en la clasificación climática de Köppen) porque el mes más cálido tiene una temperatura promedio entre 0 grados Celsius (32,0 °F) y 10 grados Celsius (50,0 °F).  
| Parámetros climáticos promedio de Enurmino, 1955-1991 | Parámetros climáticos promedio de Enurmino, 1955-1991 | Parámetros climáticos promedio de Enurmino, 1955-1991 | Parámetros climáticos promedio de Enurmino, 1955-1991 | Parámetros climáticos promedio de Enurmino, 1955-1991 | Parámetros climáticos promedio de Enurmino, 1955-1991 | Parámetros climáticos promedio de Enurmino, 1955-1991 | Parámetros climáticos promedio de Enurmino, 1955-1991 | Parámetros climáticos promedio de Enurmino, 1955-1991 | Parámetros climáticos promedio de Enurmino, 1955-1991 | Parámetros climáticos promedio de Enurmino, 1955-1991 | Parámetros climáticos promedio de Enurmino, 1955-1991 | Parámetros climáticos promedio de Enurmino, 1955-1991 | Parámetros climáticos promedio de Enurmino, 1955-1991 |
| Mes                                                   | Ene.                                                  | Feb.                                                  | Mar.                                                  | Abr.                                                  | May.                                                  | Jun.                                                  | Jul.                                                  | Ago.                                                  | Sep.                                                  | Oct.                                                  | Nov.                                                  | Dic.                                                  | Anual                                                 |
| ----------------------------------------------------- | ----------------------------------------------------- | ----------------------------------------------------- | ----------------------------------------------------- | ----------------------------------------------------- | ----------------------------------------------------- | ----------------------------------------------------- | ----------------------------------------------------- | ----------------------------------------------------- | ----------------------------------------------------- | ----------------------------------------------------- | ----------------------------------------------------- | ----------------------------------------------------- | ----------------------------------------------------- |
| Temp. máx. abs. (°C)                                  | 5.0                                                   | 3.9                                                   | 4.5                                                   | 3.0                                                   | 10.0                                                  | 30.0                                                  | 27.2                                                  | 23.0                                                  | 16.0                                                  | 14.8                                                  | 8.6                                                   | 3.7                                                   | 30.0                                                  |
| Temp. máx. media (°C)                                 | -18.0                                                 | -21.6                                                 | -20.1                                                 | -13.6                                                 | -3.3                                                  | 6.5                                                   | 10.8                                                  | 9.2                                                   | 4.3                                                   | -3.0                                                  | -10.0                                                 | -17.1                                                 | -7.6                                                  |
| Temp. media (°C)                                      | −20.9                                                 | −24.2                                                 | −23.0                                                 | −16.6                                                 | -5.2                                                  | 3.6                                                   | 7.3                                                   | 6.5                                                   | 2.6                                                   | −4.9                                                  | −12.4                                                 | −19.6                                                 | −10.2                                                 |
| Temp. mín. media (°C)                                 | -23.5                                                 | -26.5                                                 | -25.5                                                 | -19.5                                                 | -7.1                                                  | 1.1                                                   | 4.4                                                   | 4.5                                                   | 1.2                                                   | -6.5                                                  | -14.5                                                 | -22.0                                                 | -12.5                                                 |
| Temp. mín. abs. (°C)                                  | -43.8                                                 | -42.2                                                 | -42.2                                                 | -34.0                                                 | -25.0                                                 | -7.8                                                  | -5.0                                                  | -4.0                                                  | -8.9                                                  | -26.0                                                 | -30.8                                                 | -37.8                                                 | -43.8                                                 |
| Lluvias (mm)                                          | 25.2                                                  | 6.7                                                   | 8.5                                                   | 6.3                                                   | 13.1                                                  | 9.4                                                   | 6.8                                                   | 11.7                                                  | 8.8                                                   | 12.6                                                  | 9.2                                                   | 9.9                                                   | 128.2                                                 |
| Días de nevadas (≥ 1 mm)                              | 15                                                    | 10                                                    | 10                                                    | 14                                                    | 14                                                    | 4                                                     | 0                                                     | 1                                                     | 6                                                     | 18                                                    | 20                                                    | 13                                                    | 125                                                   |
| Fuente:                                               |                                                       |                                                       |                                                       |                                                       |                                                       |                                                       |                                                       |                                                       |                                                       |                                                       |                                                       |                                                       |                                                       |